# St. Maria Magdalena (Gastenfelden)

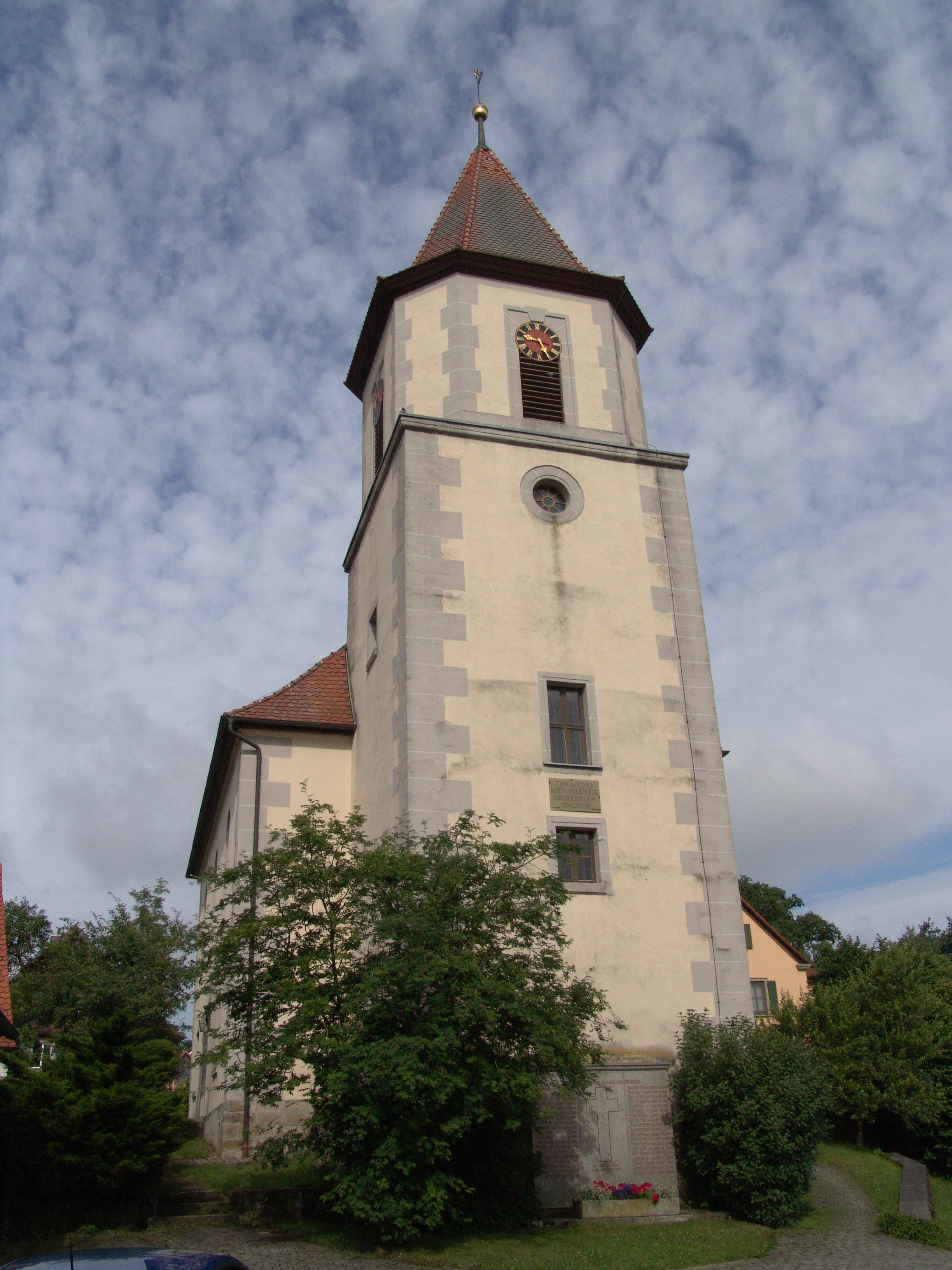
St. Maria Magdalena (Gastenfelden)

Die evangelische, denkmalgeschützte Pfarrkirche St. Maria Magdalena steht in Gastenfelden, einem Gemeindeteil der Gemeinde Buch am Wald im Landkreis Ansbach (Mittelfranken, Bayern). Das Bauwerk ist unter der Denkmalnummer D-5-71-125-11 als Baudenkmal in der Bayerischen Denkmalliste eingetragen. Die Kirchengemeinde gehört zur Pfarrei Buch am Wald im Evangelisch-Lutherischen Dekanat Leutershausen im Kirchenkreis Ansbach-Würzburg der Evangelisch-Lutherischen Kirche in Bayern.

## Beschreibung
Die Saalkirche im Markgrafenstil wurde am 19. Oktober 1794 eingeweiht. Eine Gedenktafel am Kirchturm erinnert an den Bauherren Friedrich Wilhelm II. und die Kircheneinweihung. Die unteren Geschosse des Kirchturms stammen vom Chorturm des 1417 gebauten Vorgängerbaus. Seine heutige Gestalt mit dem Langhaus, dem achteckigen Geschoss des Kirchturms, das die Turmuhr und den Glockenstuhl mit drei von der Erdinger Glockengießerei 1950 hergestellten Kirchenglocken beherbergt, und dem achtseitigen, spitzen Helm, erhielt die Saalkirche nach 1793 durch das Ansbacher Bauamt. An der Ostseite des Kirchturms wurde später ein Kriegerdenkmal angebaut. An der Westseite des Langhauses wurde ein Anbau für das Vestibül errichtet. Der mit einer Flachdecke überspannte Innenraum hat eine U-förmige Empore, ferner über dem Kanzelaltar eine Empore für die 1904 von der G. F. Steinmeyer & Co. gebauten Orgel.